# Steve Sem-Sandberg
Snorre Steve Sem-Sandberg (* 16. srpna 1958 Oslo) je švédský spisovatel, překladatel a spolupracovník novin Dagens Nyheter. Proslulost si získal svým románem Chudí v Lodži (De fattiga i Łódź), který vyšel ve švédštině v roce 2009 a v roce 2011 vyšel i v češtině. Kromě toho je autorem i dalších oceněných děl, např. Theres (o teroristce Ulrike Meinhofové) , Allt förgängligt är bara en bild a Ravensbrück, kde zpracoval osudy Mileny Jesenské. V letech 1998–2003 žil v Praze, čehož kromě práce na románu Ravensbrück využil také k sepsání řady esejů, jež vyšly v souborném vydání v roce 2002 pod názvem Prag (no exit). Za svou tvorbu se autor dočkal řady ocenění, v roce 2024 například získal cenu Selmy Lagerlöfové.

## Bibliografie

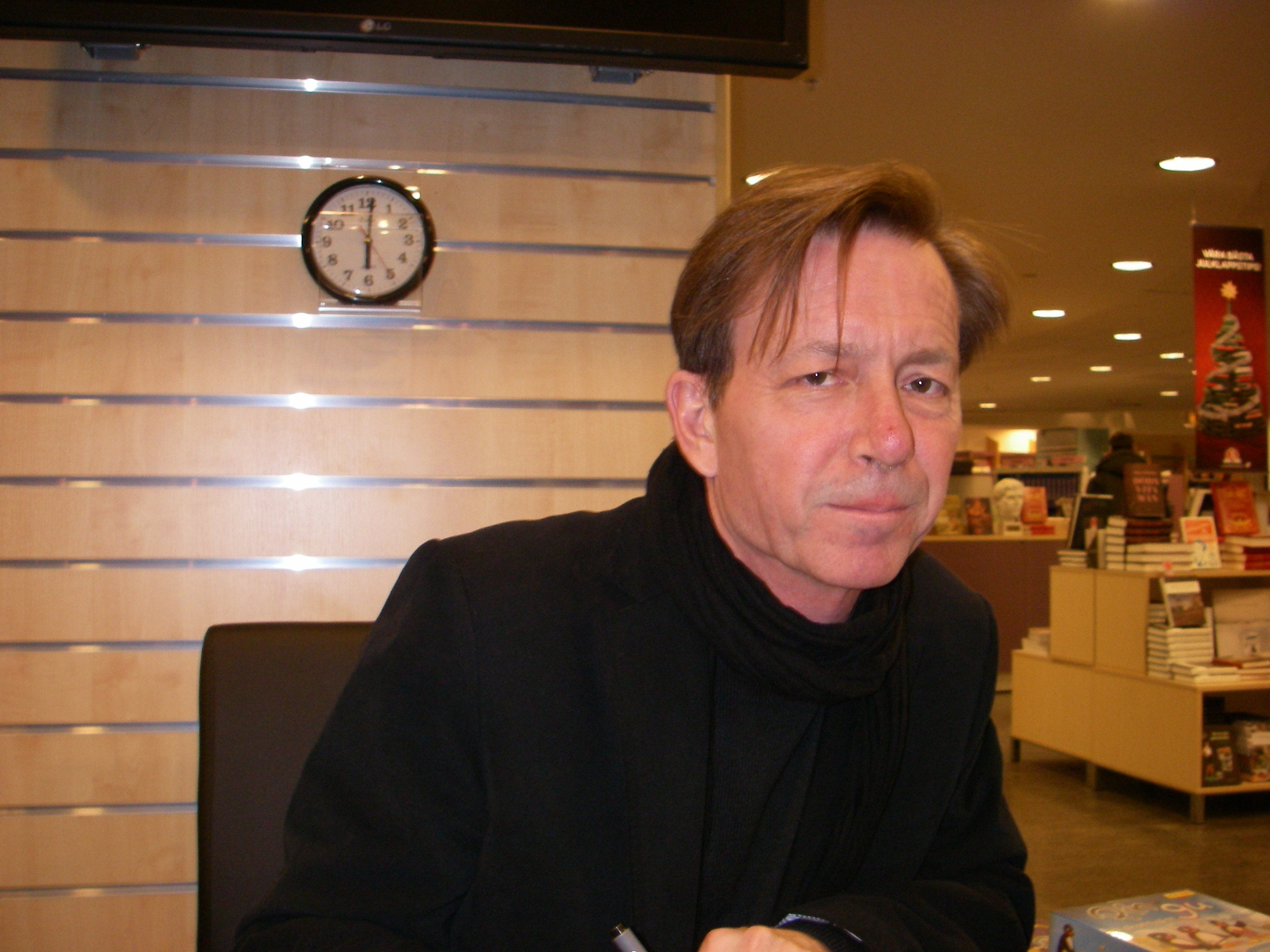
Steve Sem-Sandberg